# Matheus Praetorius
Matheus Praetorius (1635-1704) fue primero un pastor protestante, después un sacerdote católico, teólogo irenista, historiador y etnógrafo. Matthäus Prätorius en alemán, Matas Pretorijus en lituano.

## Vida
Nació probablemente en Klaipėda en el Ducado de Prusia, hijo de Christoph Praetorius, pastor luterano de la iglesia de San Juan. Se cree que de niño aprendió a hablar en alemán y lituano, lo cual lo ayudaría para oficiar para la comunidad de lengua lituana. Praetorius estudió en la Universidad de Königsberg y Rostock, desde 1661 trabajó durante tres años como adjunto de ministro del padre Johann Lehmenn en Klaipeda. Desde 1664 hasta 1685 fue sacerdote en Nybudžiai. En 1684 se convirtió al catolicismo en Oliwa. Fue ordenado sacerdote en 1688 en Brodnica, en Prusia Occidental, y fue, más tarde, preboste en Weiherstadt en Casubia.

## Teología
Ante el conflicto de las diferentes denominaciones de los cristianos, en 1682 se dedicó a trabajar en un plan para la restauración de la unidad, que presentó en 1684 (publicado en 1685) en la Facultad de Teología de la Universidad de Konigsberg, con un comentario negativo de Melchior Zeidler.
El rechazo de Zeidler fue seguido por otras declarciones negativas del lado luterano. Y la Congregación romana para el examen de enseñanza (Congregatio Romanae et universalis Inquisitionis) rechazó el proyecto y puso en el índice el libro de Praetorius el 17 de abril de 1687.
Matheus Praetorius fue contrario a los juicios de brujas, presentando una apelación de 1701 contra un procedimiento en curso.

## Etnografía
Basándose en el  material etnográfico, lingüístico e histórico que allegó  escribió una gran parte de los 18 libros de su obra más importante, Deliciae Prussicae or Preussische Schaubühne, sobre la vida, costumbres, creencias y lengua de Prusia, basándose en autores de la antigüedad, crónicas medievales, autores de los siglos XVI y XVII, libros de historiadores y viajeros europeos, libros de historia de la iglesia y sobre todo en obras acerca de la historia antigua de la región de Prusia. Su obra histórica más importante, Deliciae Prussicae oder Preussische Schaubühne o es similar a la obra de Christoph Hartknoch, con quien inicialmente colaboró estrechamente. Sin embargo, el trabajo de Praetorius contiene información etnográfica mucho más directa sobre los lituanos y prusianos. Su trabajo estuvo inédito por un largo tiempo. Una razón fue el nivel científico desigual de su extenso material, otro el rechazo de su persona en la Prusia protestante tras su conversión. Así, el valor documental de Deliciae sólo fue reconocido 200 años después e impreso en extractos (1871, 1936, 2003). 
En 1999 se inició una edición completa y anotada en siete volúmenes con texto original en alemán (aunque no en facsímil) y en lituano, y en 2011 se publicaron cuatro volúmenes.
En Orbis Gothicus y Mars Gothicus defendió que Prusia era la tierra original de los godos y que los godos eran "los prusianos, lituanos, samogitios y curonios [letones]."

## Obras
- Tuba pacis, 1685, 1711, 1820
- Scutum Regium, 1685
- Orbis Gothicus, 1688-1689
- Mars Gothicus, 1691
- Deliciae Prussicae, o Prusia Schaubühne, 1698 - manuscrito.
- Matas Pretorijus // Matthaeus Praetorius. Prūsijos įdomybės, arba Prūsijos regykla // Deliciae Prussicae oder preussische Schaubühne. Editado por Inge Lukšaitė y Vilija Gerulaitienė. Vilnius: Pradai. Vol. 1 (1999); Vol. 2, ed. Ingė Lukšaitė, con la asistencia de V. Gerulaitienė, M. Čiurinskas, I. Tumavičiūtė, Vilnius: Lietuvos istorijos instituto leidykla, (2004); Vol. 3, hersg. Ingė Lukšaitė, asistido por M. Girdzijauskaitė, S. Drevello, J. Kilius, M. Čiurinskas, (2006); Vol. 4, hersg. por Ingė Lukšaitė en colaboración con V. Gerulaitienė, J. Kilius, T. Veteikis, Vilnius: Lietuvos istorijos instituto leidykla, (2011).